# Masacre de Seytenga
La masacre de Seytenga ocurrió el 12 de junio de 2022 cuando al menos 100 civiles fueron asesinados en una masacre cometida por presuntos yihadistas en el pueblo de Seytenga, ubicado en el departamento del mismo nombre en la provincia de Séno, Burkina Faso. Fue el peor ataque de la insurgencia yihadista en Burkina Faso desde las masacres de Solhan y Tadaryat de 2021.

## Ataque
El ataque ocurrió alrededor de las 4:00 o 5:00 pm. Un superviviente recordó que los terroristas "iban de tienda en tienda, a veces incendiándolas y abrieron fuego contra cualquiera que intentara huir". También se informó que las casas fueron quemadas durante la masacre.
Las autoridades confirmaron al menos 79 muertes, pero esperaban más de 100. Otras estimaciones dijeron que el número de muertos fue de 165. Según Reuters, citando fuentes anónimas, los atacantes "atacaron a los hombres pero aparentemente no afectaron a las mujeres y los niños". 3.000 habitantes del pueblo fueron desplazados a Dori.

## Reacciones
La UE y la ONU denunciaron la masacre, junto con el presidente interino de Burkina Faso, Paul Henri Sandaogo Damiba, quien declaró un día de luto nacional de 72 horas.